# Pristimantis loujosti
Pristimantis loujosti es una especie de anfibio anuro de la familia Craugastoridae.

## Distribución geográfica
Esta especie es endémica de la provincia de Tungurahua en Ecuador. Se encuentra a 2800 m sobre el nivel del mar.

## Etimología
Esta especie lleva el nombre en honor a Lou Jost.

## Publicación original
- Yánez-Muñoz, Cisneros-Heredia & Reyes, 2010: Una nueva especie de rana terrestre Pristimantis (Anura: Terrarana: Strabomantidae) de la cuenca alta del Río Pastaza, Ecuador. Avances en Ciencias e Ingenierías, vol. 2, n.º 3, p. 28-32[2]